# Ballerup Idrætspark
Ballerup Idrætspark er et stadion i Ballerup, som primært bliver brugt til fodbold. Stadionet blev anlagt i perioden 1960-1970, og blev i 1980'erne udvidet med en tribune. Ballerup Idrætspark er en del af Ballerup Idrætsby
Normalkapaciteten er på 4.000 tilskuere, hvoraf 1.100 er overdækkede siddepladser, selvom tilskuerrekorden er 10.000 fra 1977. Ballerup Idrætspark er hjemmebane for 
fodboldklubben Ballerup-Skovlunde Fodbold.

## Betydelige kampe i Ballerup Idrætspark
- Ballerup IF mod Skovlunde IF, 1977. (Tilskuerrekord på 10.000)
- Skovlunde IF mod Brøndby IF, 15. maj 2006.
- Skovlunde IF mod Østerbro IF, 17. juni 2006. (Sikrede sig oprykning til 2. Division)